# Набэсима Наоэда
Набэсима Наоэда (яп. 鍋島 直條, 9 марта 1655 — 21 мая 1705) — японский даймё периода Эдо, 4-й правитель княжества Касима (1672—1705).

## Биография
Родился в замке Цунэхиро как третий сын Набэсимы Наотомо, 3-го даймё Касимы. Он был умён с юных лет и, в частности как считается, преуспел в литературе. В 1672 году Наоэда унаследовал княжество в связи с уходом своего отца на покой. Он обладал глубокими познаниями в литературе и искусстве, общался с учёным Хаяси Хоко и участвовал в поэтических встречах, проводимых в семье Хаяси каждый раз, когда проводился санкин котай. У него были близкие отношения с поэтом в жанре канси Хитоми Тикудо. Также Наоэда сам оставил ряд произведений.
В 1705 году Набэсима Наоэда умер в возрасте 50 лет. Ему наследовал его пятый сын Набэсима Наоката.

## Семья
Первая жена, Отиё, дочь Набэсимы Наодзуми, даймё Хасуноикэ. Вторая жена, Оноцу, из рода Накано.
Сыновья:
- Набэсима Томохидэ, старший сын
- Набэсима Сигэюки, четвёртый сын
- Набэсима Наоката, пятый сын
- Набэсима Кататакэ, седьмой сын